# Carl Fredrik Fagerlund
Carl Fredrik Fagerlund, född 13 december 1766 i Stockholm, död 5 oktober 1850 i Frinnaryds församling, Jönköpings län, var en svensk präst i Frinnaryds församling.

## Biografi
Carl Fredrik Fagerlund föddes 13 december 1766 i Stockholm. Han var son till kammartjänaren Johan Sahlberg och Catharina Adler. Fagerlund blev 1788 student vid Uppsala universitet och tog juristexamen 1790. Han blev 1791 extra notarie vid Svea hovrätt och prästvigdes 12 december 1795 i Uppsala domkyrka. Han blev pastorsadjunkt i Hedvig Eleonora församling 1796 och vikarierande komminister i Katarina församling 1797. Fagerlund var vikarierande kollega vid Hedvig Eleonora trivialskola 1800 och blev vikarierande kateket vid Maria trivialskola samma år. År 1801 blev han skolmästare vid Djurgårdens fattigskola och från 26 april 1815 kyrkoherde i Frinnaryds församling, Frinnaryds pastorat.
Fagerlund var gift med Christina Margareta Hultner. Hov var dotter till hovmästaren på Forsby.